# 飯盛城
飯盛城（日语：／ Iimori-jō *）是一座位於日本大阪府大東市和四條畷市（舊為河內國讚良郡）的城。別名為飯盛山城。續日本100名城之一。

## 概要
飯盛城為位於飯盛山上之連郭式山城。涵蓋範圍長約700公尺，寬約400公尺，為河內國最大的山城。城址橫跨大東市和四條畷市兩市，在古時此處北鄰清滝街道，南壤古堤街道，西接東高野街道以及深野池，進而連至寝屋川和大阪灣，為當時畿內的交通要衝

。

## 歷史

### 室町時代、安土桃山時代
飯盛城被認為在享祿年間，由仕於河內守護畠山氏的河內守護代木澤長政建造。因長政的勢力日漸壯大，於享祿4年（1531年）和翌年畠山氏家督畠山義堯兩度對飯盛城發動攻擊
。義堯在第二次的戰役（飯盛城之戦）中，不敵長政軍和一向一揆援軍的攻勢而自刃身亡。天文5年（1536年），長政移至信貴山城。翌年擁立畠山在氏為守護，並指定飯盛城為守護所。同11年（1542年），長政在與三好長慶的戰役中戰死（太平寺之戦），隔年城主之位由畠山氏的重臣安見宗房擔任。
永祿3年（1560年），三好長慶將安見宗房驅逐出河內，並將居城由芥川山城移至飯盛城。推斷長慶在入城後曾對飯盛城進行改修作業
。
同7年（1564年）長慶逝世。據傳在之後的三年內為了隱藏死訊，於是暫時將長慶埋在御體塚郭處，後移至八尾市的真觀寺

。
永祿11年（1568年），織田信長開始上洛，擔任城主的三好義繼移至若江城，改由畠山秋高的家臣遊佐信教接任。天正4年（1576年），飯盛城遭織田軍攻陷，之後遭到廢城。

### 近代
平成29年（2017年），被選為續日本100名城（160號）。
令和3年（2021年）10月，飯盛城被指定為國之史跡
。

## 構造

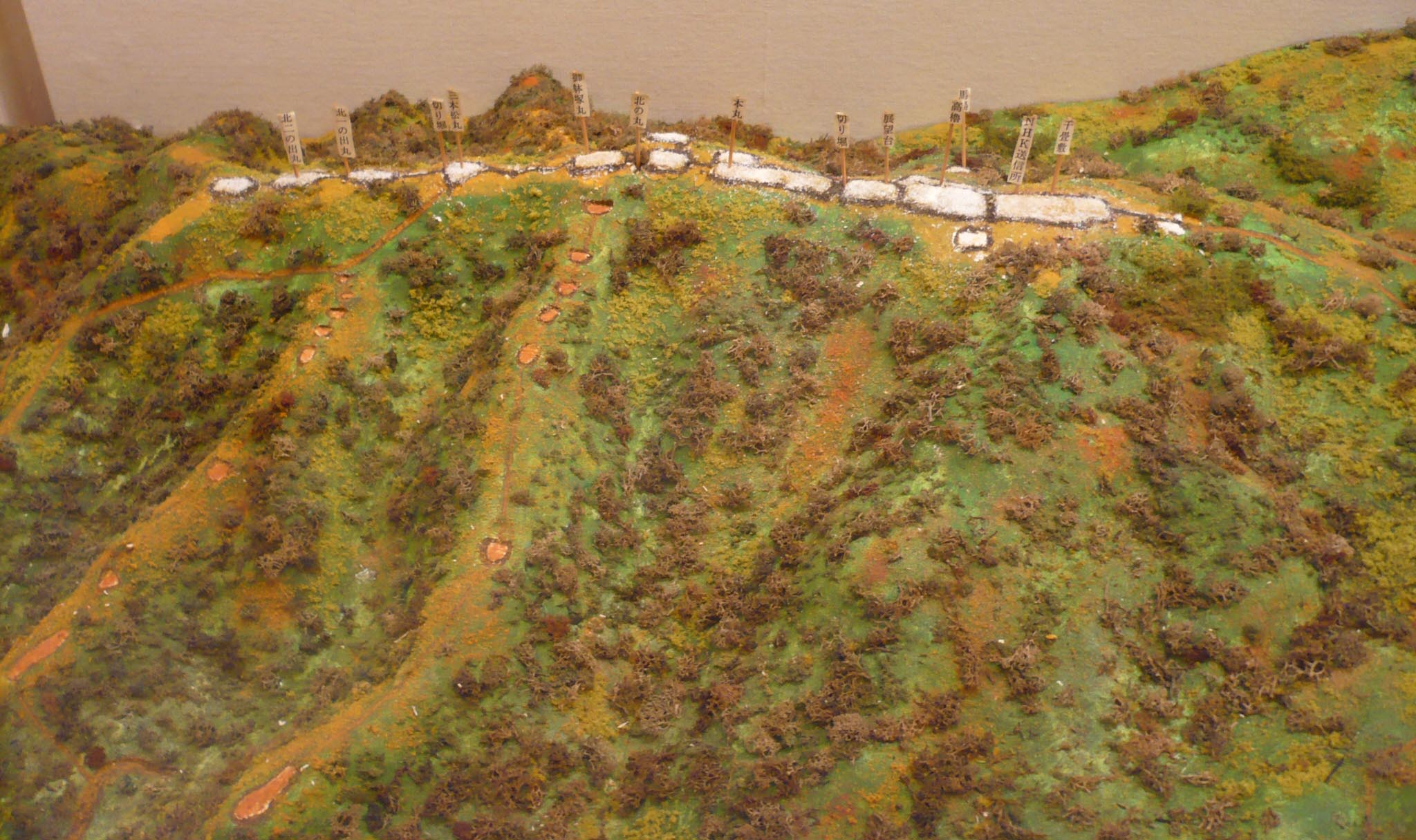
飯盛城模型

由北至南分別配置「御體塚郭」、「三本松丸」、「本郭」、「高櫓郭」、「千疊敷郭」、「南丸」等曲輪，城的周圍也建構帶曲輪和腰曲輪，曲輪總達90個以上。在御體塚郭和北側的曲輪間、高櫓郭和千疊敷郭間均設有堀切，現今在後者方面可發現連接兩側曲輪的土橋跡。在南丸處有土壘和枡形虎口遺跡，虎口附近有近畿地方少見的畝狀豎堀群。
根據在御體塚郭所發現的塼列建物遺跡，認為是具有防禦機能的櫓

。
另外挖掘出名為台付皿的皿器，而在奈良市春日大社也有類似之物，因此可推測此曲輪有與宗教相關的設施
。
在千疊敷郭和南丸所發現的礎石建物和一些日常生活用具，推定此區作為城主居館和會所使用。
石垣採用花崗岩以「野面積」方式堆砌而成，主要建於高櫓郭和御體塚郭的東側，推想東面具有一條能看到石垣的登城道，使訪問飯盛城的客人得感受到城主的威勢。另外南邊的虎口跡也有石垣存在。
在山麓處未有城下町，而是家臣團在城的西側設立砂、岡山、三箇等據點，東側建造田原城和北田原城等支城。南側的支城有野崎城和龍間城。

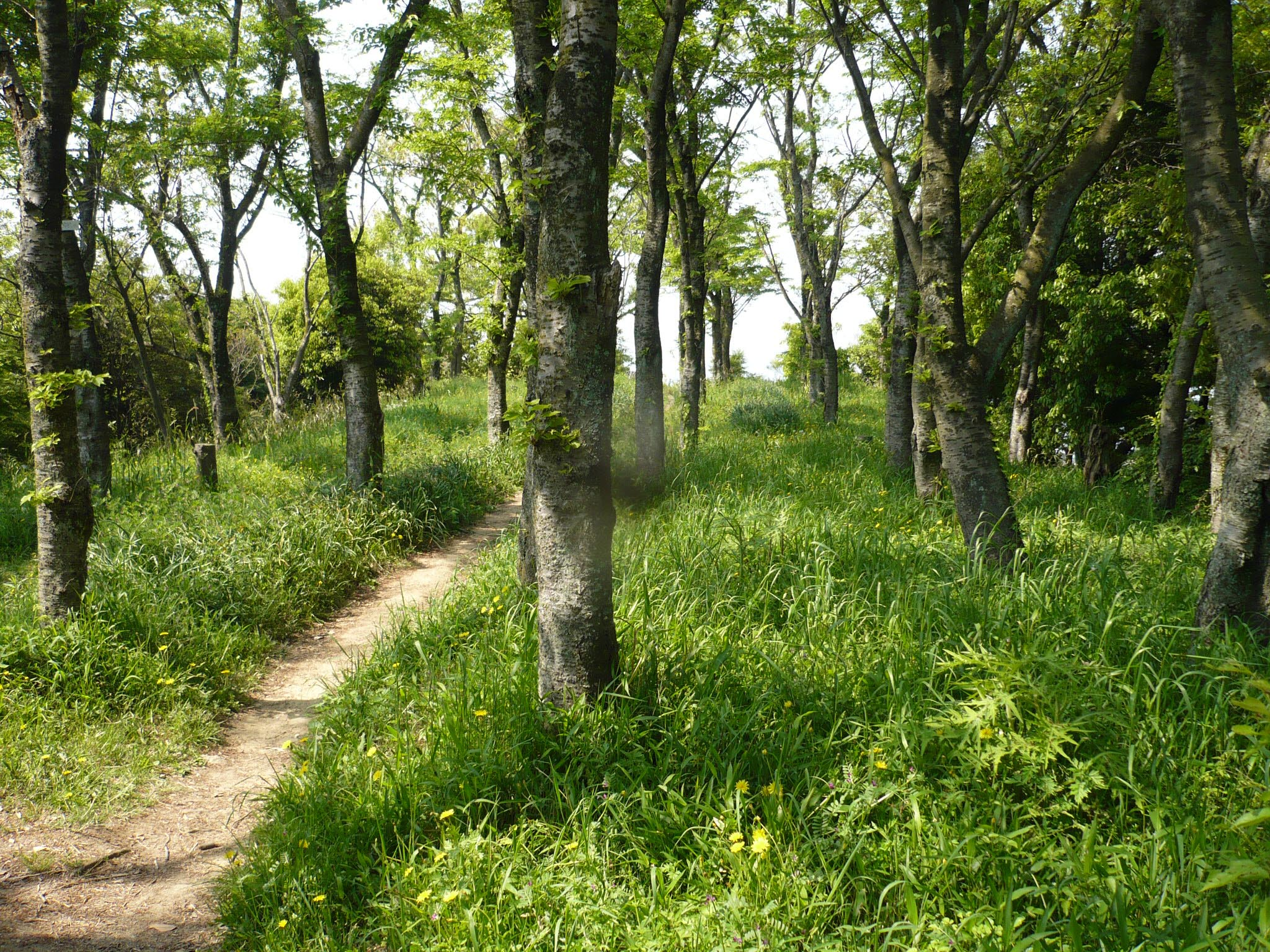
本郭跡
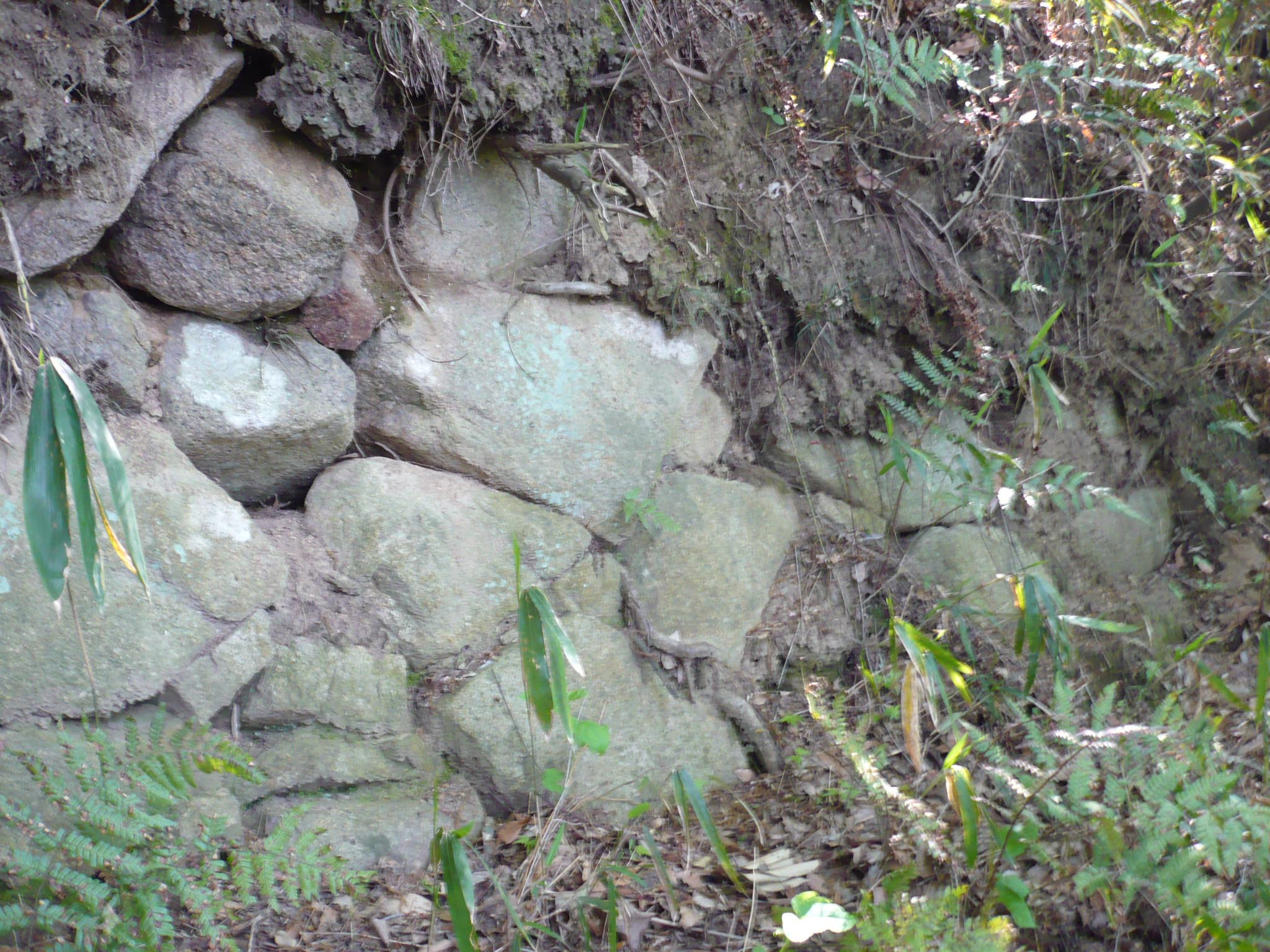
本郭附近石垣跡
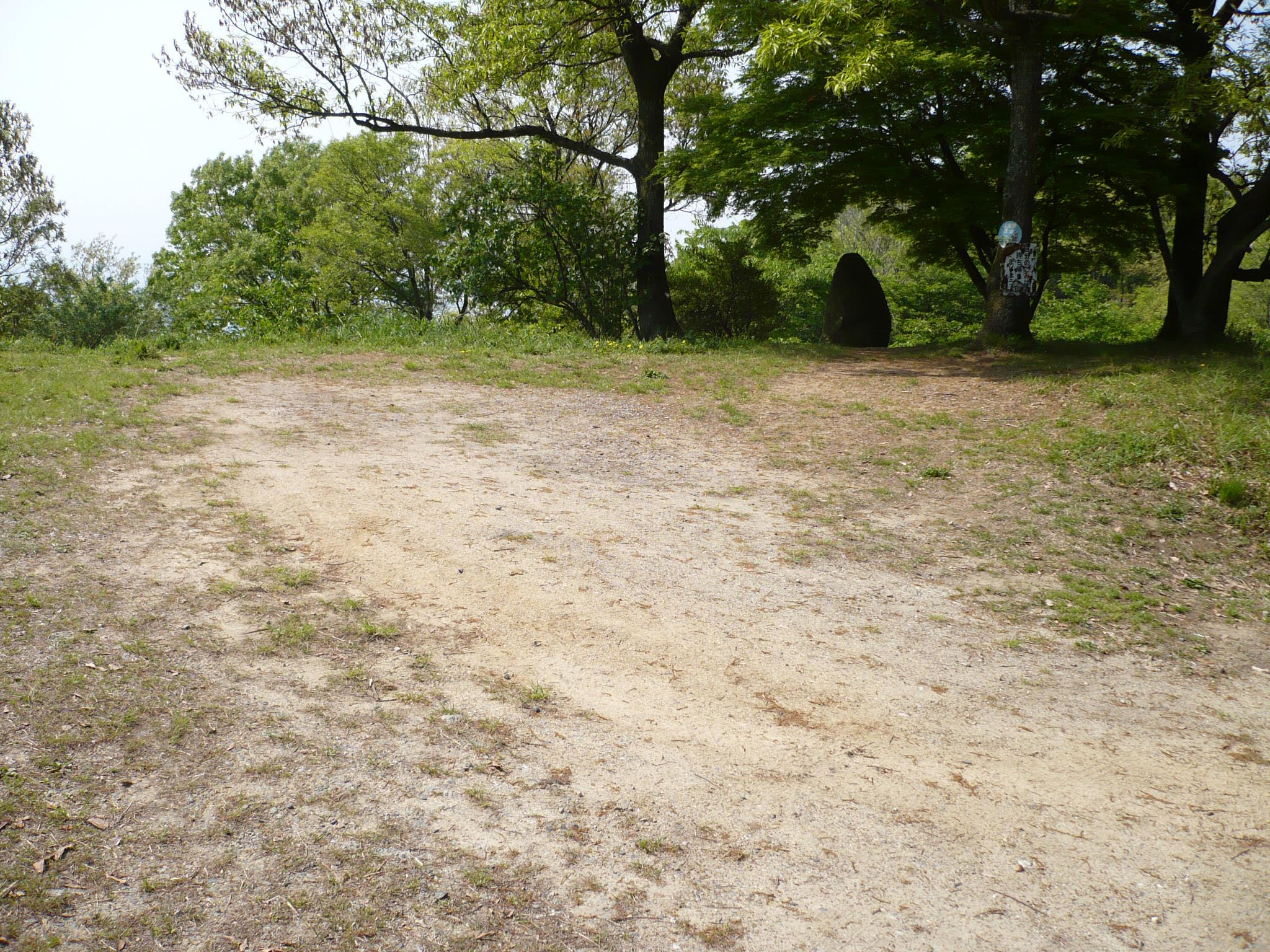
千疊敷郭跡
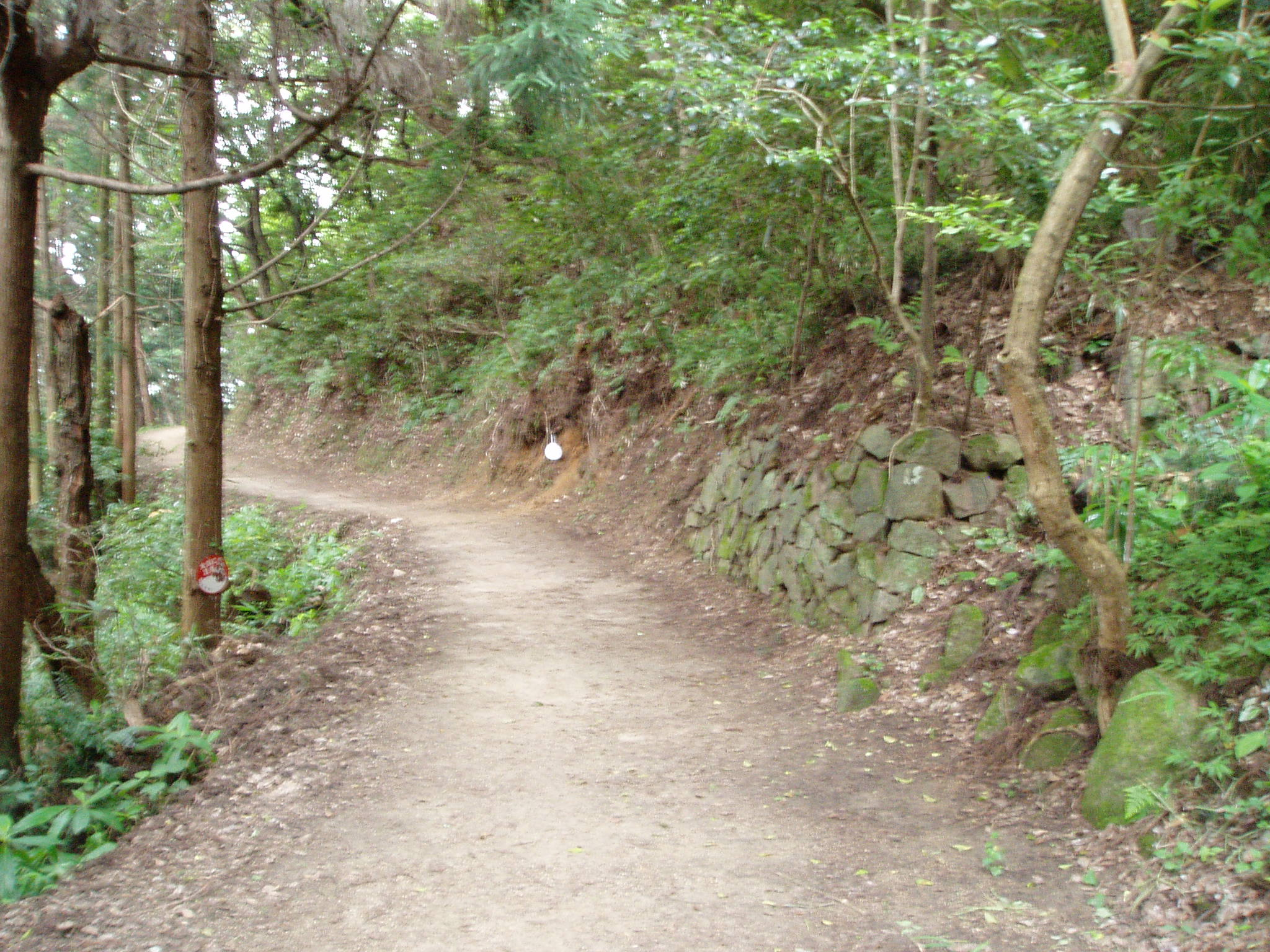
腰曲輪跡
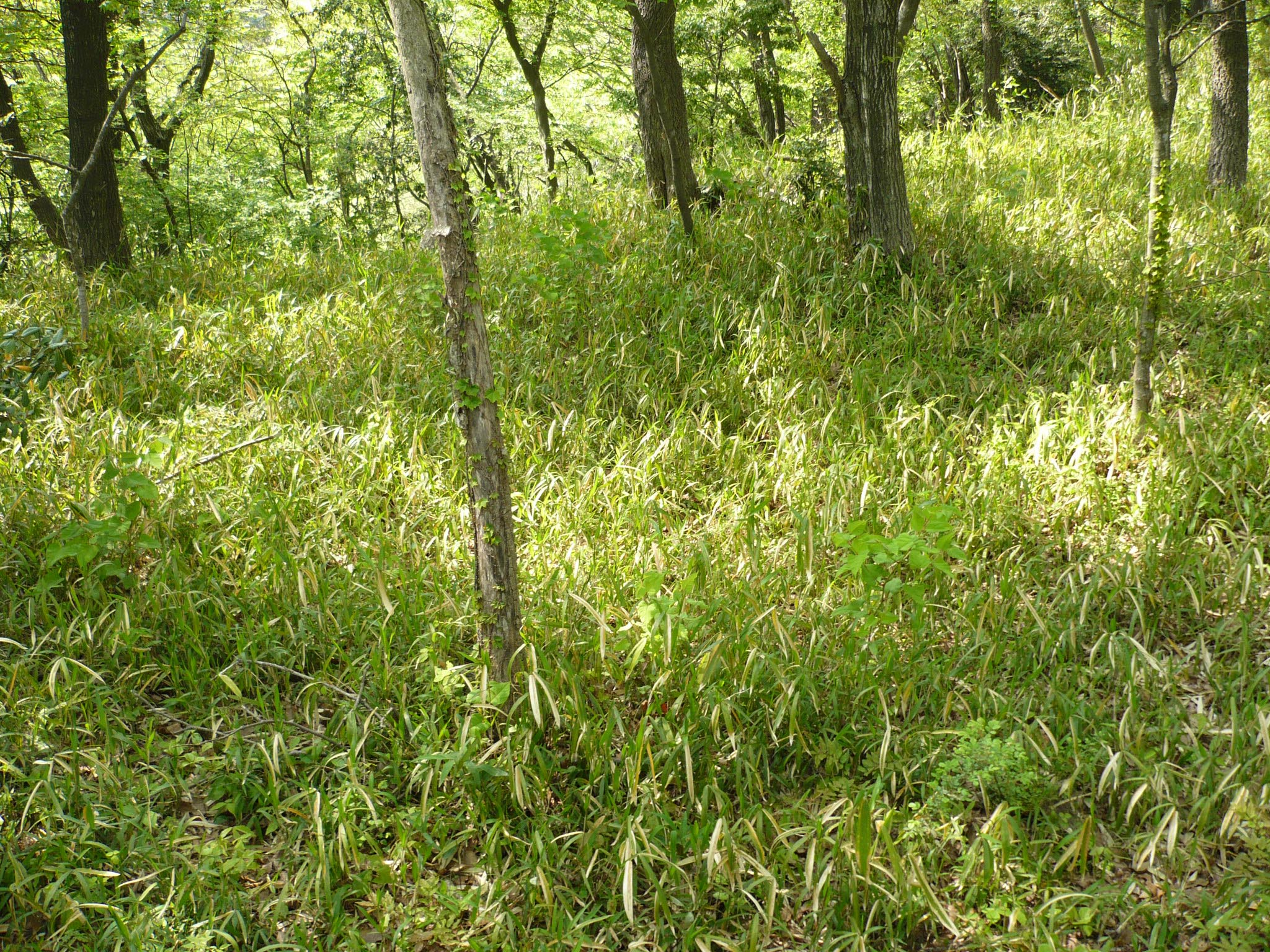
南丸跡
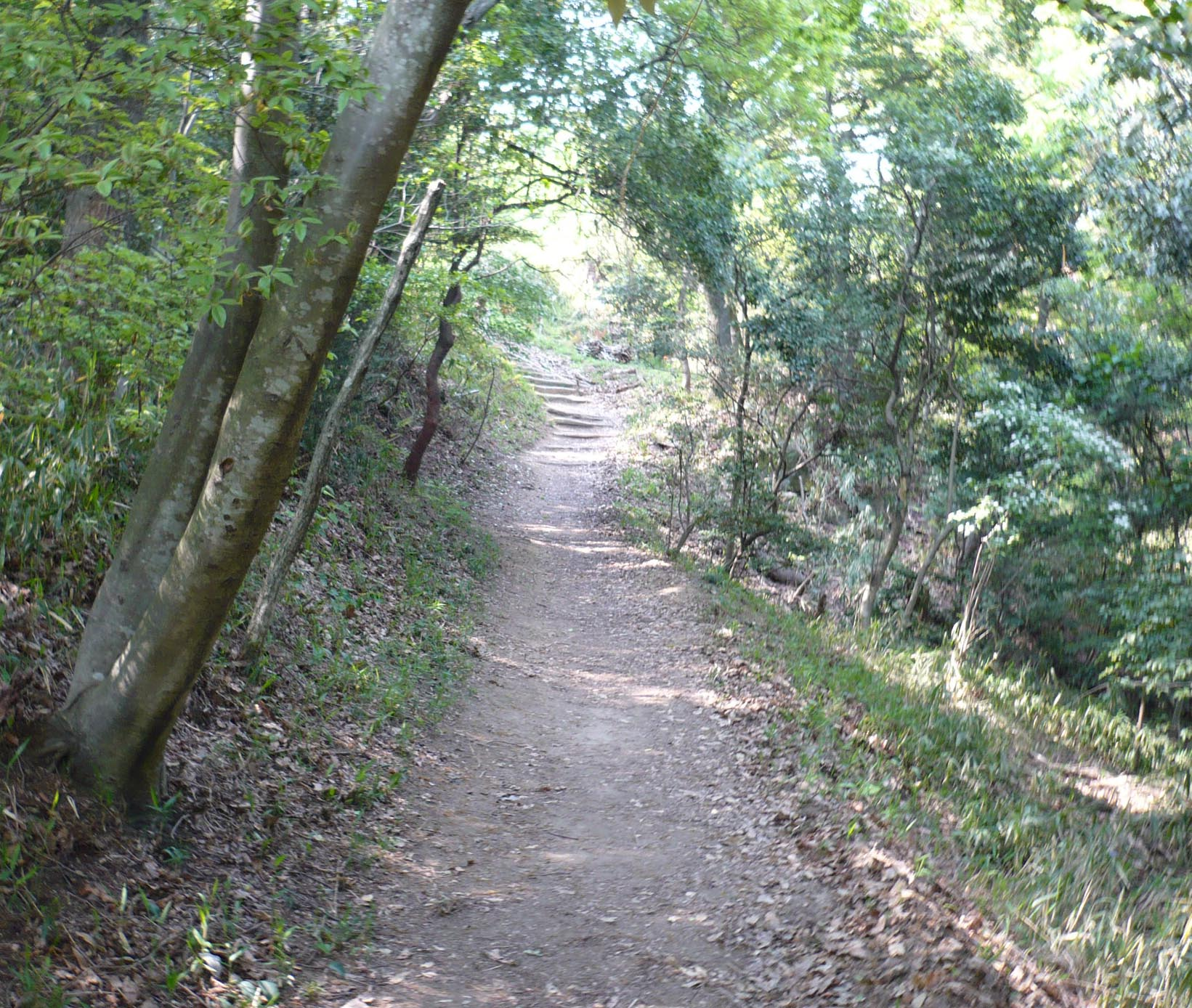
虎口跡

## 歷代城主
| 就任期間   | 氏族   | 城主     |
| ---------- | ------ | -------- |
| 不明～1536 | 木澤氏 | 木澤長政 |
| 1536～1543 | 畠山氏 | 畠山在氏 |
| 1543～1560 | 安見氏 | 安見宗房 |
| 1560～1564 | 三好氏 | 三好長慶 |
| 1564～1568 | 三好氏 | 三好義繼 |
| 1568～1576 | 游佐氏 | 遊佐信教 |

## 交通方式
電車
- 由JR西日本學研都市線野崎站出站後，徒步約走90分，或是從四條畷站出站後，徒步約走100分。

電車和巴士
- 由住道站出站後，搭乘近鐵巴士（日语：近鉄バス），之後於「竜間」下車，徒步約走40分。

## 註解
1. ↑  飯盛山為生駒山地西北端的山。海拔為314.3公尺。

## 外部連結
- 国史跡　飯盛城跡について （页面存档备份，存于） - 四條畷市公所網站
- 飯盛城について （页面存档备份，存于） - 大東市公所網站
- 飯盛城 （页面存档备份，存于） - kotobank